# 澀谷HIKARIE

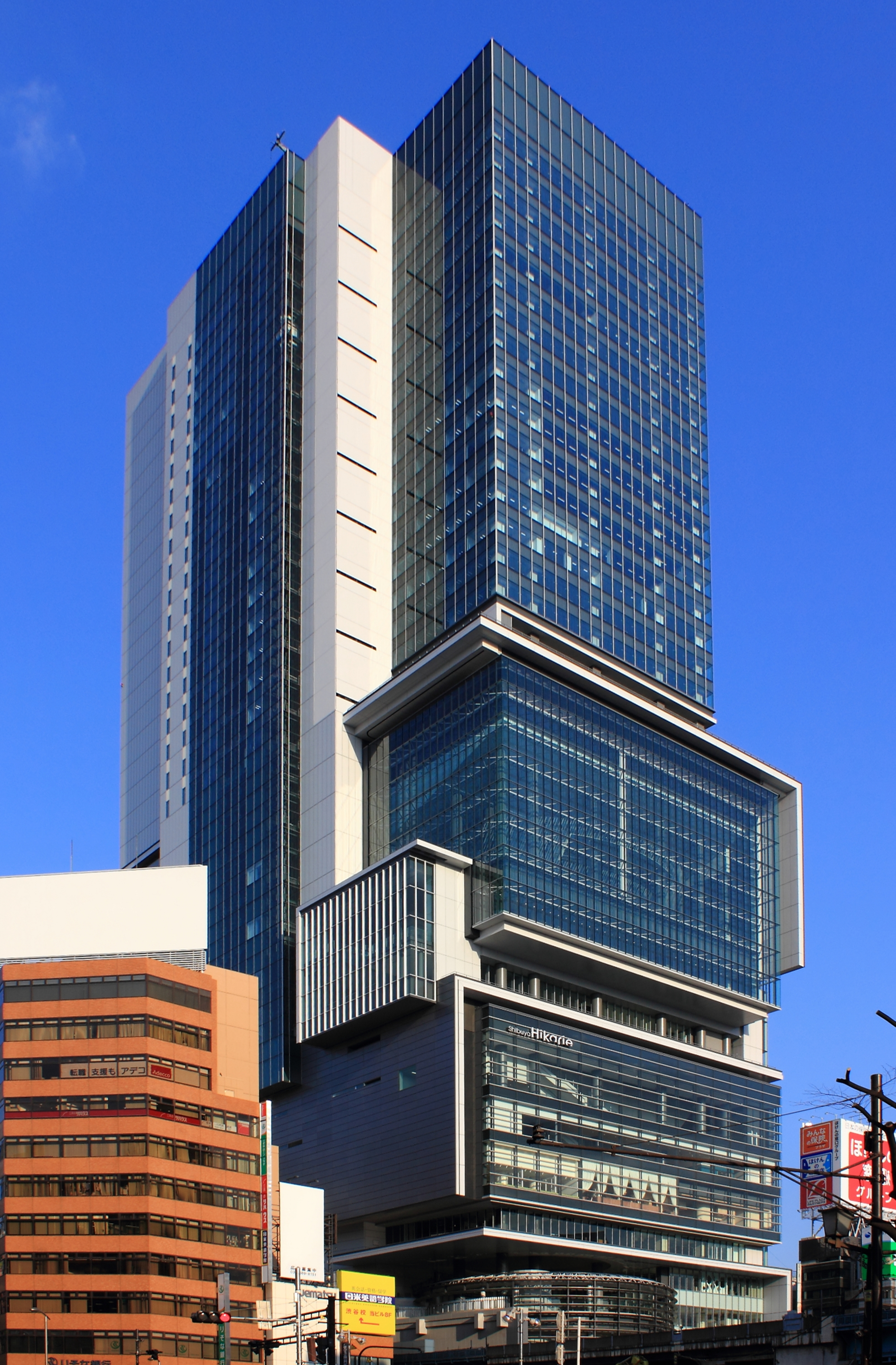
澀谷HIKARIE外觀（2012年3月27日攝）

澀谷HIKARIE識別標誌

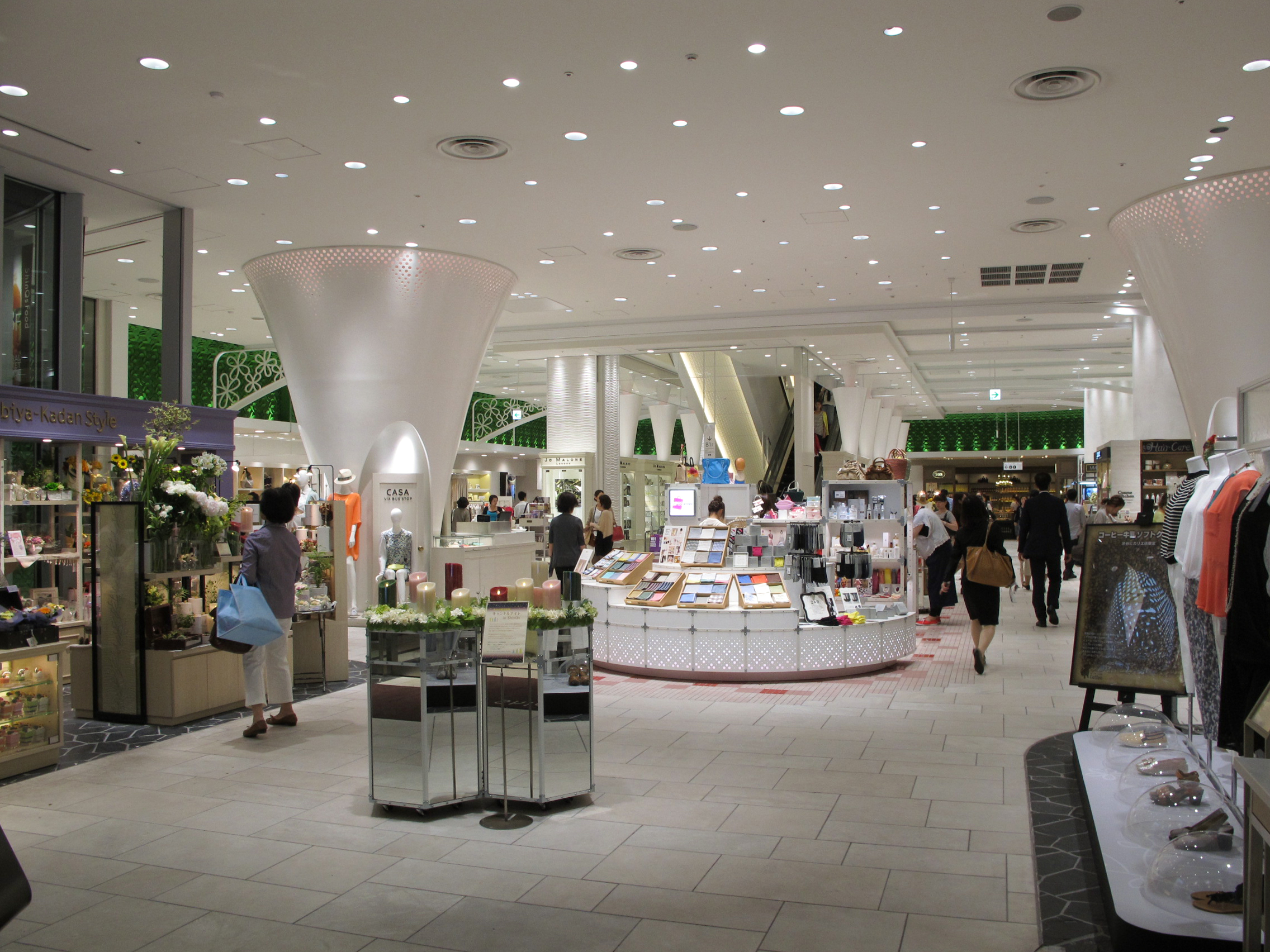
澀谷Hikarie ShinQs 東急百貨店

澀谷HIKARIE（日语：／ Shibuya Hikarie */?）是位於日本東京都澀谷區澀谷站東口、舊東急文化會館址的綜合商業設施，在2012年4月26日正式開業。大廈樓高182.5公尺，地上34層、地下4層。除了ShinQs東急百貨店之外，還有2層餐廳專層、8樓的「8/」文創空間、活動大廳「Hikarie大廳」、辦公室和設置了2,000個座位的音樂劇場「東急THEATRE Orb」。
2012年，澀谷HIKARIE獲得好設計獎。

## 樓層
- 17 - 34樓 辦公室
  - 32 - 34樓 KDDI
  - 31階 mediba（本社）
  - 30階 三基商事株式会社（東京本部）
  - 19階、27 - 29階 Adastria（本社）
  - 21 - 26階 DeNA（本社）※除了有關人員以外，不能進入
  - 17 - 18階 Leverages（本社）
- 11 - 16階 「東急 Theatre Orb」（劇場） ※由Bunkamura營運
  - 11樓 劇場花園（辦公室・劇場入口）及空中大堂
- 9・10樓 Hikarie Hall（辦公室/劇院入口）
- 8樓 文創空間「8」・澀谷區防災中心
- 7樓 餐廳
- 6樓 咖啡店
- 地下3 - 地上5樓 ShinQs百貨公司 ※由東急百貨營運
- 地下4 - 地下2樓 停車場

## 圖片

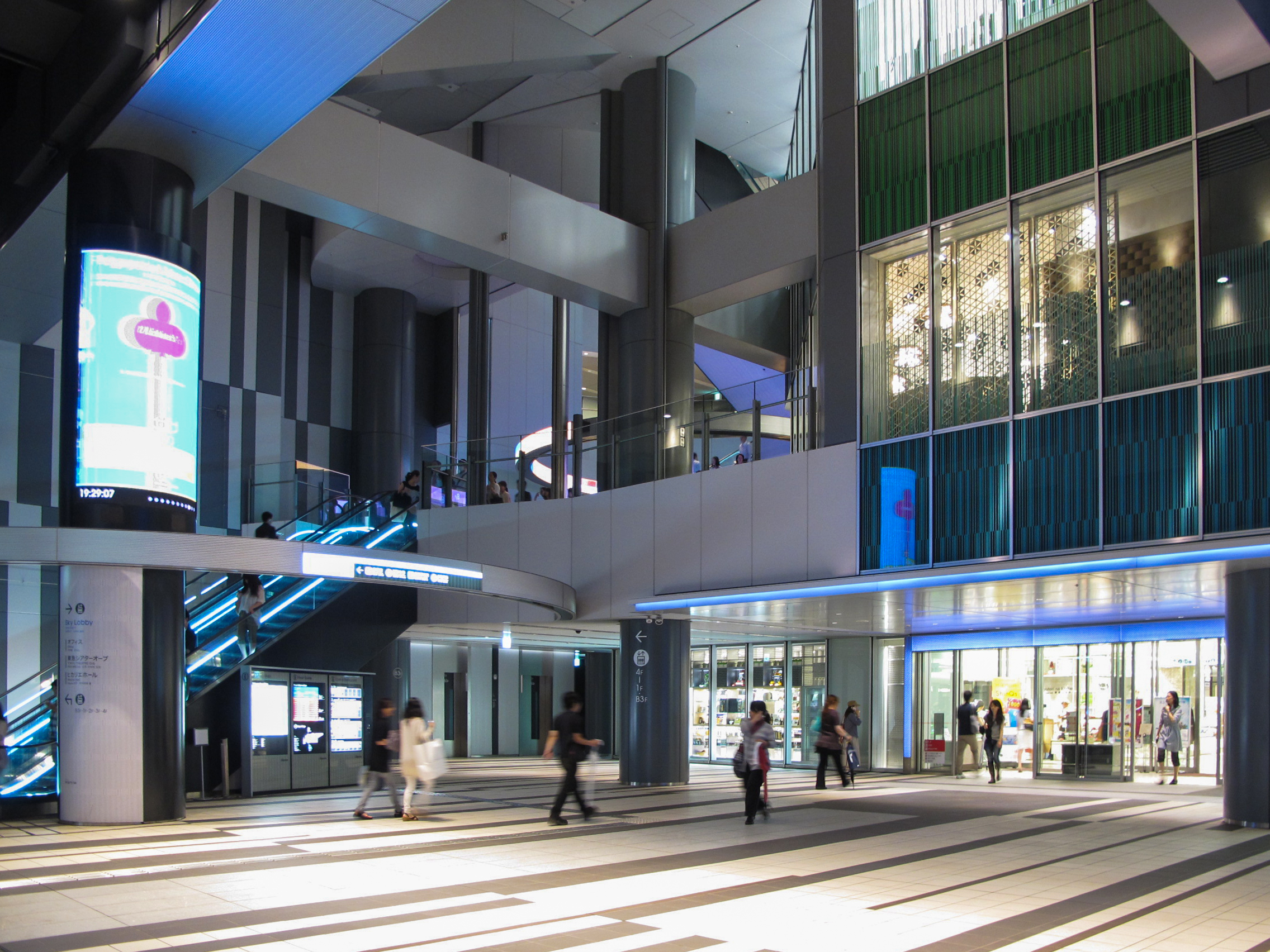
地庫入口
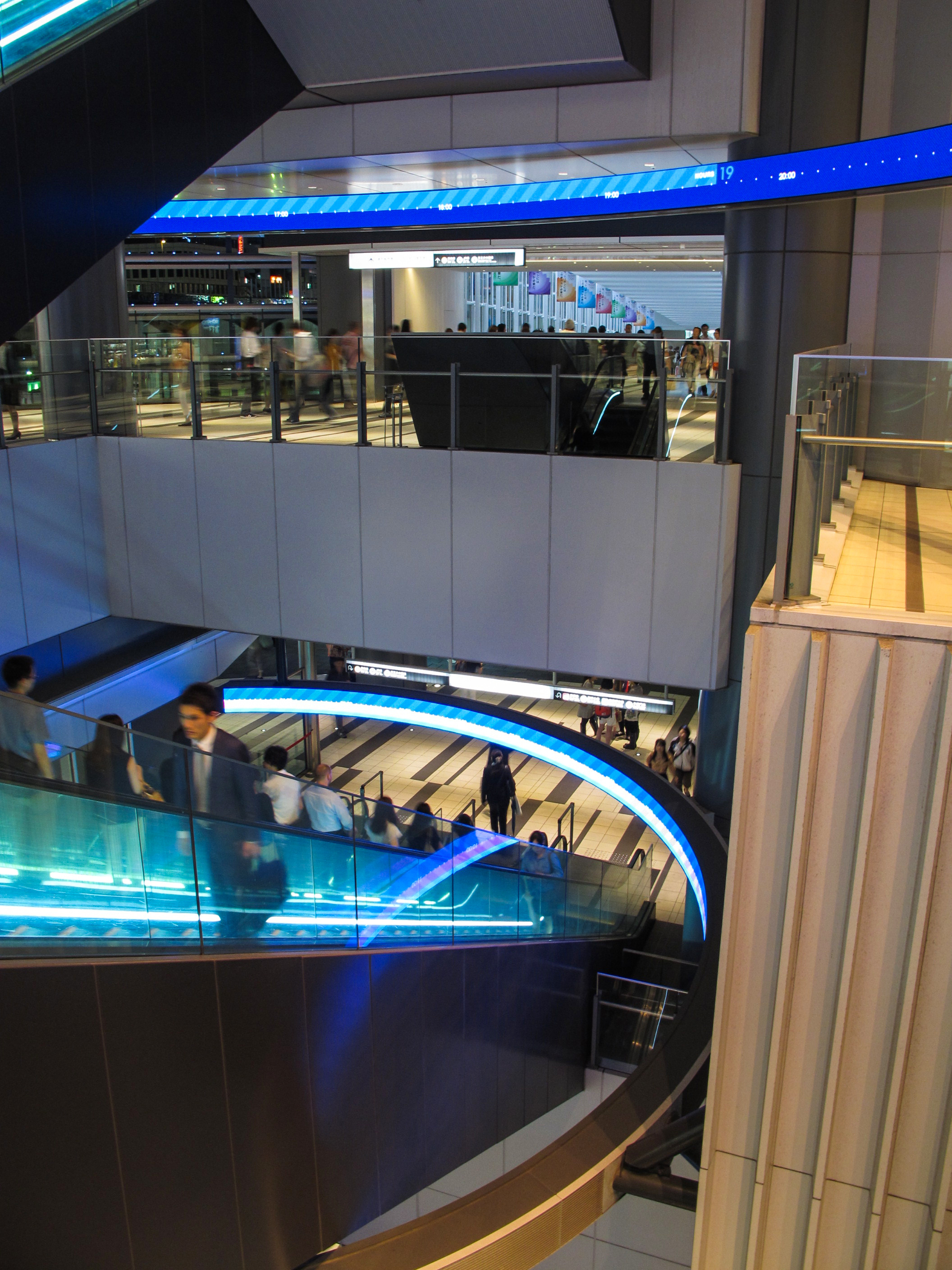
Urban Core 中庭
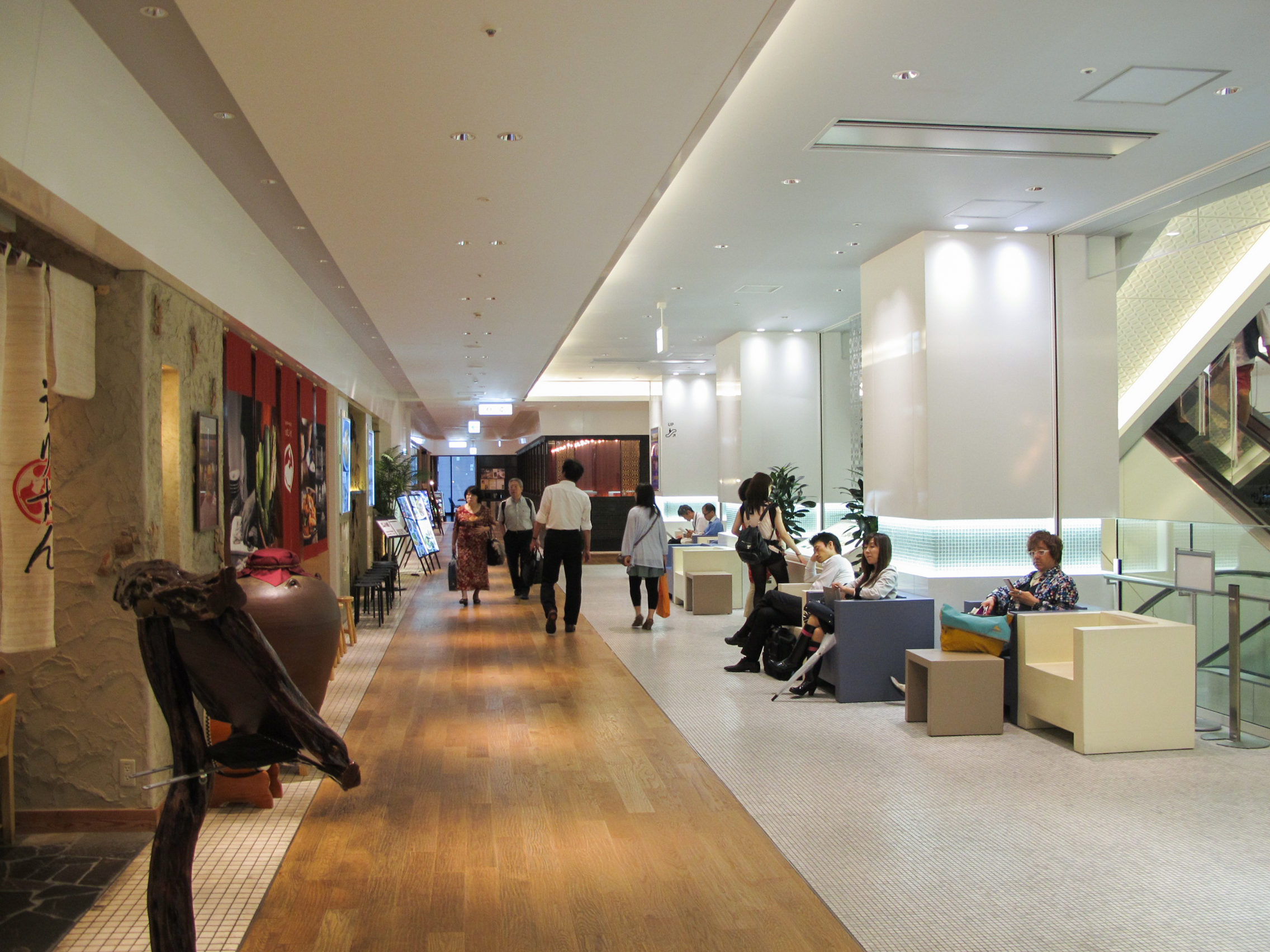
Dining6 餐廳專層
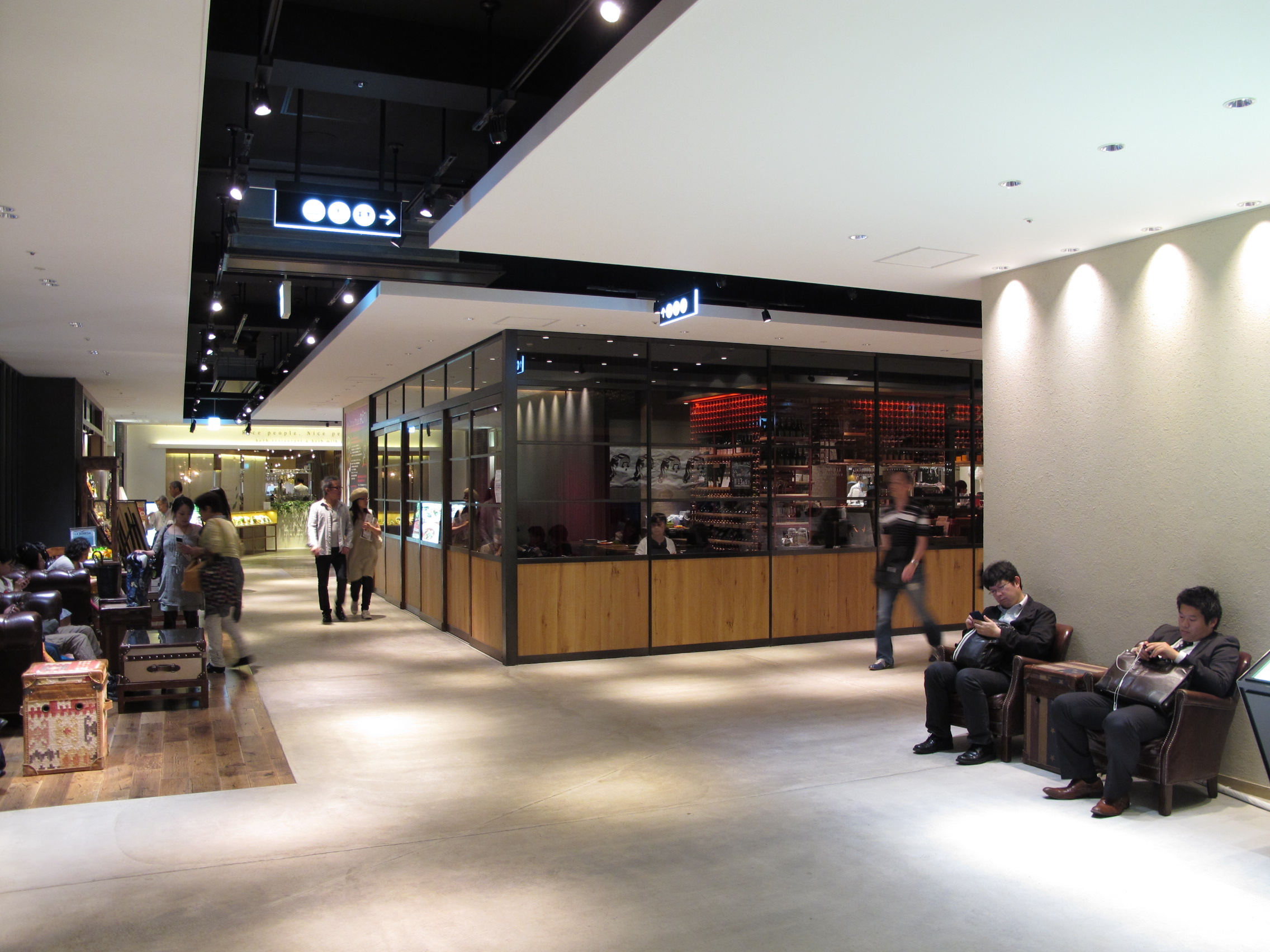
7樓餐廳層
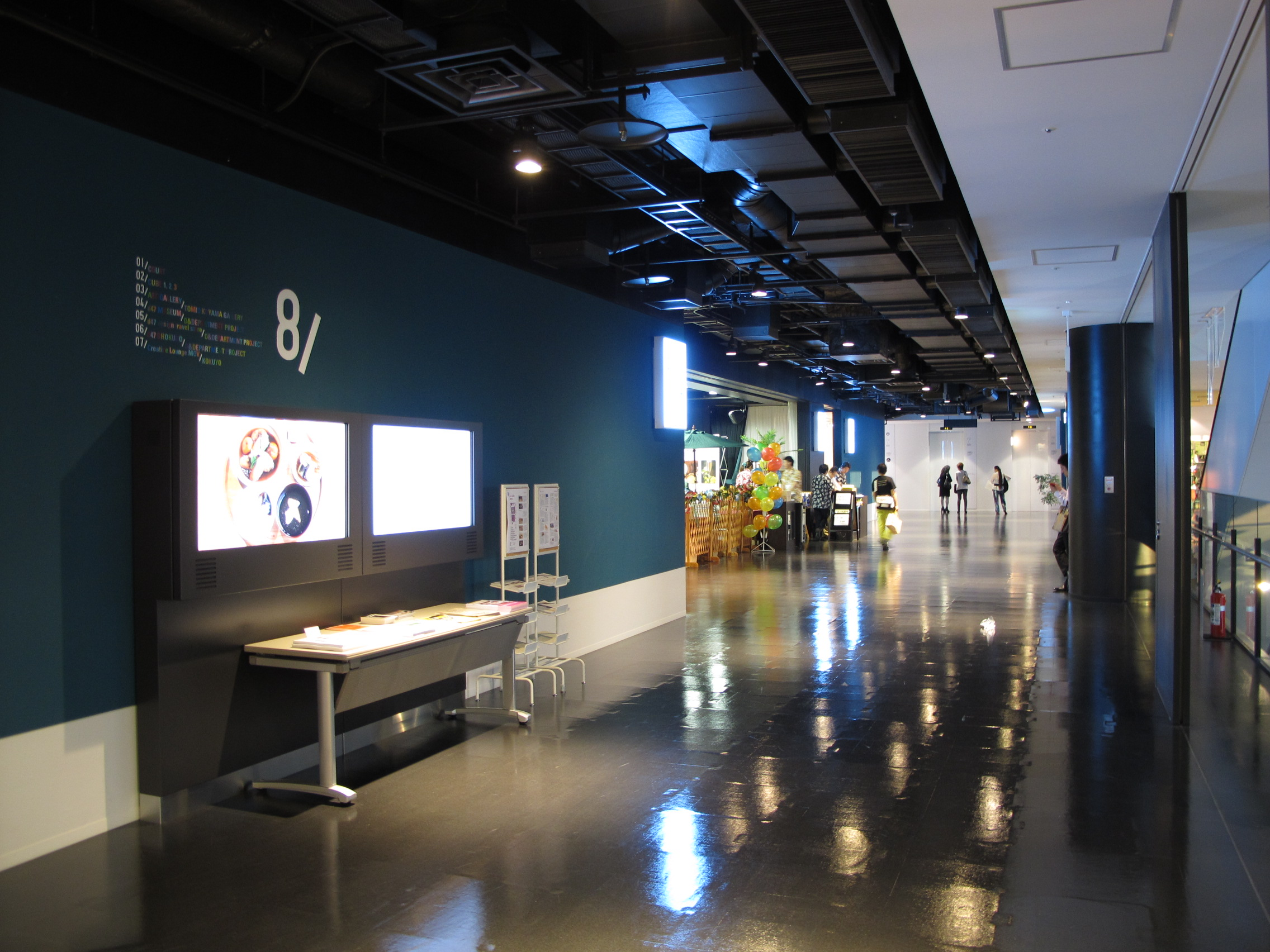
Creative Space 8
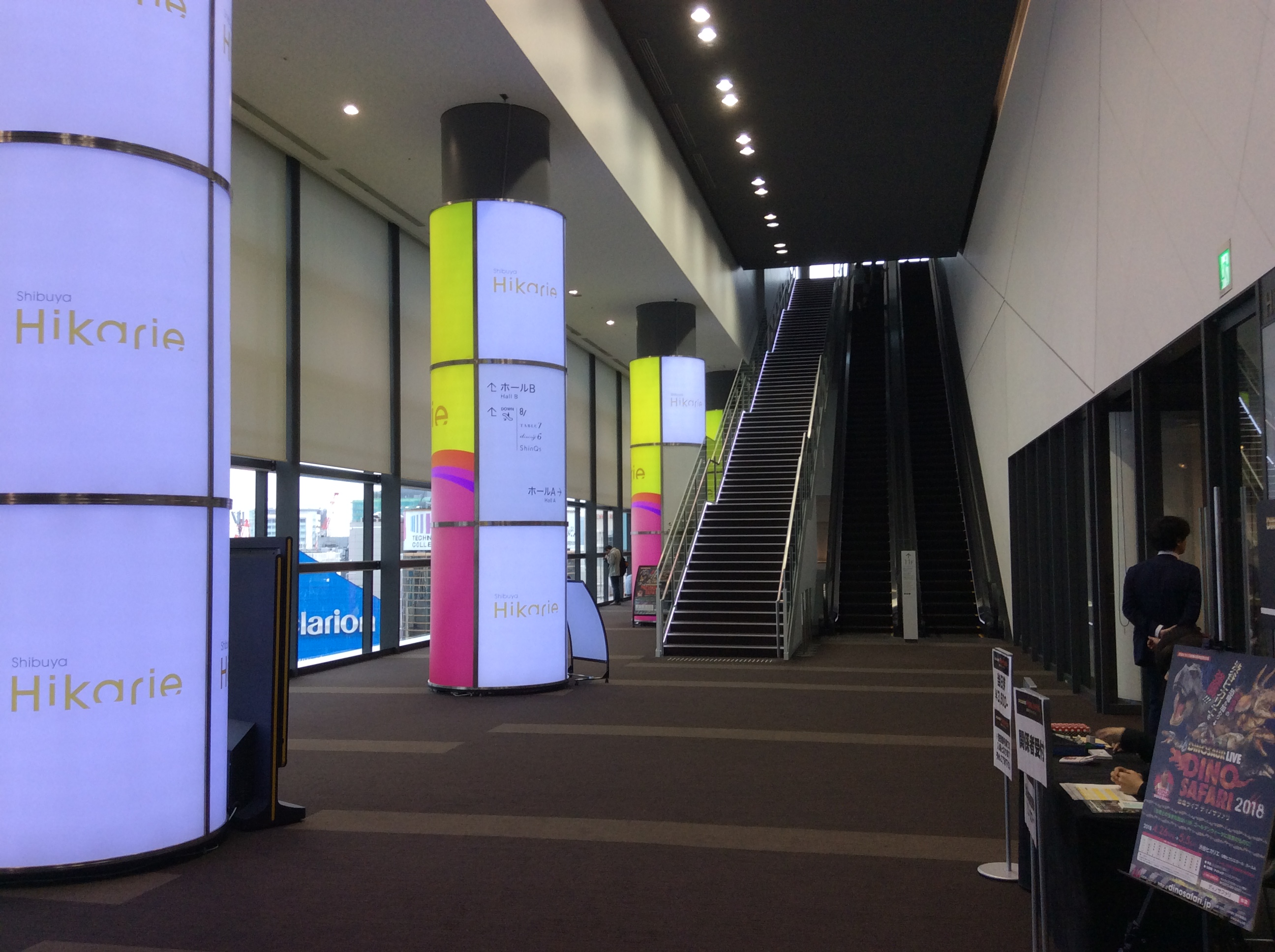
9階 Hikarie Hall
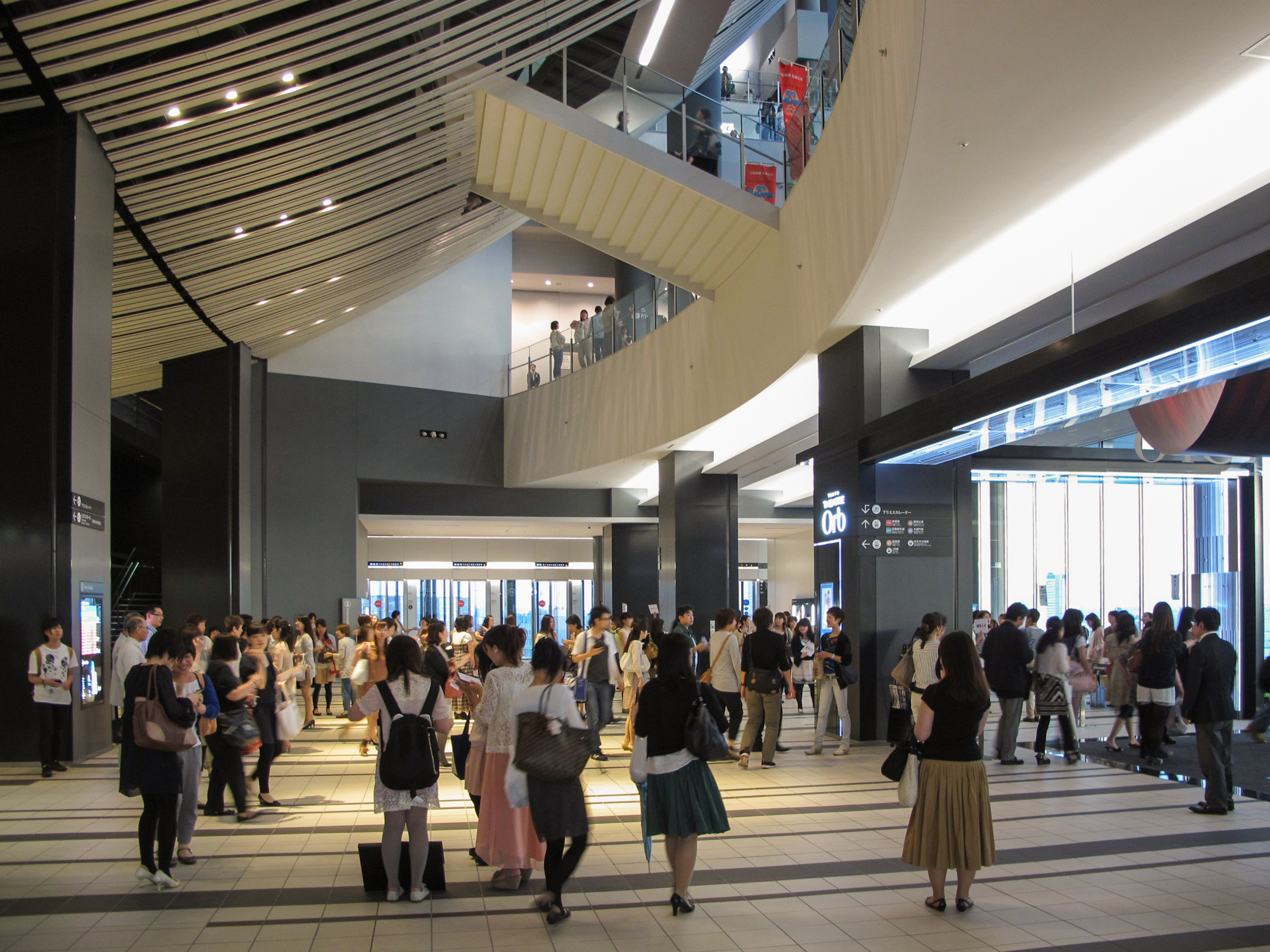
15樓音樂劇場TOKYU THEATRE Orb大堂
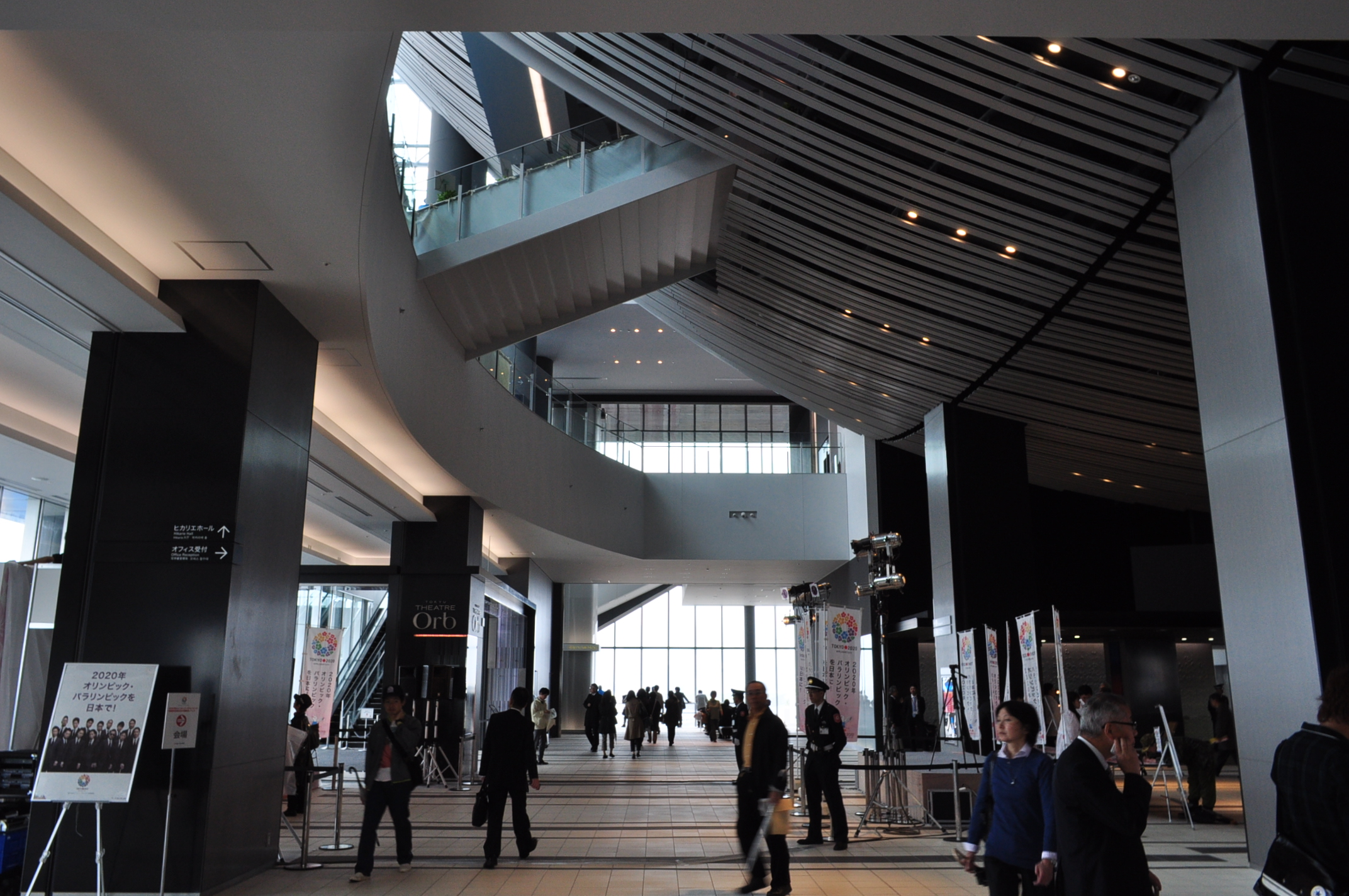
10階 ヒカリエホール

## 関連項目
- 東急文化会館

## 外部連結
- 官方网站
- 澀谷HIKARIE的Facebook專頁